# شهرستان هوانتای
شهرستان هوانتای (به لاتین: Huantai County) یک منطقهٔ مسکونی در چین است که در زایبو واقع شده‌است. شهرستان هوانتای ۱۷ متر بالاتر از سطح دریا واقع شده‌است.